# 琉璃玉鯧
琉璃玉鯧，又稱藍眼鯧、玻璃玉鲳，俗名肉鯧，为輻鰭魚綱鱸形目鯧亞目圓鲳科的其中一種。

## 分布
本魚分布于全球各大洋熱帶及亞熱帶水域。

## 深度
水深0至550公尺。

## 特徵
本魚呈卵圓形，尾鰭深分叉，鱗片較大，側線鱗片數100枚以下；脊椎骨25個，幽門盲囊不分枝。體略為黃色，背鰭2枚，背鰭硬棘9至12枚；背鰭軟條23至28枚；臀鰭硬棘3枚；臀鰭軟條23至28枚，體長可達25公分。

## 生態
本魚屬外洋性魚類，稚魚時期喜群聚於漂流物之下，或海藻、海草之間，以浮游動物為食，成魚則以水母為食。

## 經濟利用
食用魚，肉嫩，適合煎食或紅燒。

## 扩展阅读
維基物種上的相關：琉璃玉鯧